# Jiayi, Guangdong
Jiayi (kinesiska: 加益) är en köping i sydöstra Kina. Den ligger i Luoding i staden Yunfu i provinsen Guangdong, omkring 220 kilometer väster om provinshuvudstaden Guangzhou. Antalet invånare är 18 634. Befolkningen består av 9 484 kvinnor och 9 150 män. Barn under 15 år utgör 26,0 %, vuxna 15-64 år 61 %, och äldre över 65 år 11,0 %.